# Шелканово (Бирский район)
Шелка́ново (баш. Шалҡан) — село в Бирском районе Республики Башкортостан Российской Федерации. Входит в состав Маядыковского сельсовета.

## География

### Географическое положение
Расстояние до:
- районного центра (Бирск): 38 км,
- центра сельсовета (Маядыково): 7 км,
- ближайшей ж/д станции (Уфа): 55 км.

## История
Указ №357. Об образовании д. Шелканово
1757 г. июня 9 Указ ЕЯ Императорского величества Елизаветы Петровны самодержицы всеросийской в Уфимской провинциальной канцелярии — уфимскому уезду, Осинской дороги, команды черемиского старшины Байгелды Бабачаева.
Черемисам деревен Сикияз с 11, Колчубаево с 9, Верхней сухояз с 10, Азимариной с 3, Токтаровой 1, Сухояз с 5 дворами за Белую реку на новые земли и поселились деревнями Акуди-Баш, Такееву, Шелканово и Ивачево.
На подлинном подписано тако: Афанасей Артемьев, Михайла Демьянов, секретарь семен Зубов, концелярист Андрей Атаев.
С подтекстом отметка: Подлинной указ обратно к себе взял Казанской дороги, д. Акуди-Баш черемисин Ивач Иванаев, в том и тамгу свою приложил
УФИМ. провин. концел. д .№1207 копия на гербовой бумаге.

## Население
| 2002 | 2009 | 2010 |
| ---- | ---- | ---- |
| 560  | ↗661 | ↘576 |

Национальный состав
Согласно переписи 2002 года, преобладающая национальность — марийцы (90 %).